# كيفن سميث (لاعب كريكت)
كيفن سميث (28 أغسطس 1957 في المملكة المتحدة - ) (بالإنجليزية: Kevin Smith)‏ هو لاعب كريكت بريطاني. لعب مع نادي مقاطعة ساسكس للكركيت ‏.

## وصلات خارجية
- كيفن سميث على موقع إي آس بي آن كريك إنفو (الإنجليزية)